# Seishun no Hana / Start Line
Seishun no Hana / Start Line (青春の花/スタートライン?  Flor de la Juventud / Línea de Comienzo) es el 8.º y último sencillo de Kobushi Factory. Fue lanzado el 4 de marzo de 2020 en 4 ediciones 2 regular y 2 limitada. "Seishun no Hana" fue digitalmente prelanzado el 12 de febrero en ITunes, y "Start Line" fue igual prelanzado una semana después el 19 de febrero.

## Lista de canciones

### CD
- Seishun no Hana
- Start Line
- Seishun no Hana (Instrumental)
- Start Line (Instrumental)

### Edición limitada A (DVD)
- Seishun no Hana (Video Musical)
- Seishun no Hana (Close-up Ver.)

### Edición Limitada B (DVD)
- Start Line (Music Video)

- Chotto Guchoku ni! Chototsumoushin (A Cappella Ver.)

- Nen ni wa Nen (Nen'iri Ver.) (A Cappella Ver.)
- GO TO THE TOP!! (A Cappella Ver.)
- LOVE Machine (A capela Ver.) (Cover de Morning Musume)

## Miembros Presentes
- Ayaka Hirose
- Minami Nomura
- Ayano Hamaura
- Sakurako Wada
- Rei Inoue